# Chaetostricha particula
Chaetostricha particula är en stekelart som först beskrevs av Alexandre Arsène Girault 1929.  Chaetostricha particula ingår i släktet Chaetostricha och familjen hårstrimsteklar. Inga underarter finns listade i Catalogue of Life.